# 北宽坪镇
北宽坪镇，是中华人民共和国陕西省商洛市商州区下辖的一个乡镇级行政单位。

## 行政区划
北宽坪镇下辖以下地区：
宽坪村、太平河村、小宽坪村、白家山村、东沟村、张河村、红花村、寺沟村、广东坪村、向阳川村、郭湾村、韩子坪村、农兴村、全脉村、刘院村、三合村和于家山村。